# Marie-Alain Couturier
Marie-Alain Couturier OP (* 15. November 1897 in Montbrison; † 9. Februar 1954 in Paris) war ein französischer Dominikaner, Glasmaler und Kunstkritiker.

## Leben und Wirken
Er diente 1917 bis 1918 im Ersten Weltkrieg und schrieb sich 1919 an der Académie de la Grande Chaumière in Paris ein. Bis 1925 arbeitete er als Künstler in Paris und trat im selben Jahr dem Dominikanerorden bei. 1930 wurde er zum Priester geweiht, studierte 1931 bis 1935 mit Unterbrechungen in Rom, bis er zu seinem eigentlichen Lebenswerk gelangte. 1936 bis 1954 war er gemeinsam mit Pie-Régamey Chefredakteur der Zeitschrift L’Art Sacré. 1940 bis 1945 war er kriegsbedingt in New York, wo er auch nach dem Zweiten Weltkrieg wiederholt weilte. Couturier ist durch seine Auseinandersetzung mit der Moderne zu einem Brückenbauer zwischen der bildenden Kunst und den kirchlichen Auftraggebern geworden. Er ermöglichte direkt oder indirekt die Sakralbauten von Le Corbusier und mehrere Werke von Fernand Léger, Henri Matisse und Georges Rouault, unter anderem in der Kirche Notre-Dame de Toute Grâce du Plateau d’Assy.
Marie-Alain Couturier starb früh an den Folgen von Myasthenie.